# تكون الإعصار العكسي
تكون الإعصار العكسي هو تطور أو اشتداد الدوران الإعصاري العكسي (المضاد) في الغلاف الجوي. وهو عكس تحلل الإعصار العكسي (ذوبان أو إضعاف الإعصار العكسي) والعملية الإعصارية المكافئة تُسمى باسم تكون الأعاصير.يُشار إلى الأعاصير المضادة أيضًا باسم أنظمة الضغط العالي.

## العملية
تتشكل أنظمة الضغط العالي بسبب الحركة الهابطة عبر طبقة التروبوسفير، وهي الطبقة الجوية حيث يحدث الطقس. المناطق المفضلة ضمن نمط التدفق الإجمالي في المستويات الأعلى من طبقة التروبوسفير تقع أسفل الجانب الغربي من الأحواض.على خرائط الطقس، تُظهر هذه المناطق رياحًا متقاربة (خطوط تساوي الضغط)، والمعروفة أيضًا باسم الملتقى، أو خطوط الارتفاع المتقاربة بالقرب من أو فوق مستوى عدم التباعد، والذي يقع بالقرب من سطح الضغط 500 هيكتوباسكال في منتصف الطريق تقريبًا عبر طبقة التروبوسفير. على خرائط الطقس، ترتبط مراكز الضغط العالي بالحرف H الموجود داخل خط تساوي الضغط مع أعلى قيمة ضغط. في مخططات المستوى العلوي ذات الضغط الثابت، يقع ضمن محيط خط الارتفاع الأعلى.